# 부산은행
부산은행(釜山銀行, Busan Bank)은 대한민국의 지방은행으로, 본점은 남구 문현금융단지에 있다. BNK금융그룹의 자회사로, 대한민국의 지방은행 중 가장 규모가 크다.

## 연혁
- 1968년 1월 : 부산은행 설립
- 1972년 7월 : 증권거래소 상장
- 1982년 7월 : 부산광역시 동구 범일동으로 본점 이전
- 1997년 7월 : 부은선물(현 BNK투자증권) 설립
- 2001년 1월 : 부산광역시 제1금고은행으로 선정
- 2005년 1월 : 부산은행 CI가 변경되면서 영문명도 "Pusan Bank"에서 "Busan Bank"로 변경
- 2011년 1월 : BS금융지주(현 BNK금융지주) 출범
- 2014년 7월 : 부산광역시 남구 문현동으로 본점 이전
- 2015년 1월 : BNK부산은행 CI 변경
- 2020년 4월 13일 : 부산광역시 지역화폐 '동백전' 발급 개시(부산BC 체크카드)
- 2022년 4월 : 부산시 지역화폐 '동백전' 운영 사업자 선정 및 서비스 개시
- 2023년 4월 : 주택도시기금 '지역 일반수탁기관' 업무 개시

## 영업점

### 국내 지점(2023년 12월 말)
지점 및 영업소 : 217개점

### 국외 지점(2023년 12월 말)
중국 - 난징지점, 칭다오지점
베트남 - 호치민지점, 하노이사무소
미얀마 - 양곤사무소
인도 - 뭄바이사무소

## 카드 업무
비씨카드 회원사다. 신용카드 연회비의 경우, 상품 구분없이 연 240만 원 이상 사용 실적이 있으면 다음년도 연회비를 면제받는다. 체크카드는 발급 수수료 1,000원이 부과되고, 갱신이나 훼손에 따른 재발급시 수수료는 부과되지 않으나 iM뱅크나 하나카드처럼 발급 수수료가 캐시백되는 제도는 없다. 다만, 신 상품이 나오면 프로모션 차원에서 발급비를 면제하는 행사를 열기도 하며, 2020년 2월에 출시한 썸뱅크 비씨 마스터 체크카드(2022년에 "오늘은e 체크카드"로 개칭)는 발급비를 아예 받지 않는다. 체크카드는 은련, 비씨 글로벌, 마스터카드만 취급하며, 마스터 체크카드는 2018년 2월에 첫 출시했다. 비씨 글로벌 체크카드는 해외신용판매가 안 되고, ATM 이용만 가능하다. 체크카드 중 하이체크 글로벌 카드에는 마스터카드의 직불카드망인 마에스트로가 달려 있다. 그 외에는 롯데카드 등지에서 부산은행을 결제 계좌로 연결할 수 있다.
특이하게도 해외에서 직불카드로만 이용할 수 있는 하이체크 글로벌 카드(마에스트로)에 대하여 연회비 1,000원을 받았으나, 현재는 단종됐다.
체크카드는 본래 지점 창구에서만 신청을 받았으나, 스마트 ATM의 신설 이후에는 스마트 ATM에서도 신청이 가능하다. 인터넷/모바일뱅킹으로는 일부 체크카드만 신청이 가능하며, PC 인터넷뱅킹에서 신청할 때만 지점수령 선택이 가능하다. 재발급은 창구나 스마트 ATM에서만 가능하다.
2016년에는 롯데카드와 제휴를 추진했다. 썸뱅크의 런칭 때 썸뱅크 제휴 롯데카드(신용/체크)가 출시됐고, 썸뱅크 앱에서만 신청이 가능했으나 썸뱅크 제휴 롯데카드는 2020년 3월 1일에 모두 단종됐다. 2020년 2월 24일에는 썸뱅크 비씨 마스타 신용/체크카드(2022년에 오늘은e로 개칭)가 출시됐으며, 썸뱅크 롯데카드와 달리 부산은행 인터넷뱅킹 및 앱에서도 신청이 가능하고 썸뱅크 모바일 통장 외 부산은행 계좌에도 연결이 가능하다.

### 취급카드
- 비씨카드(취급 중)
  - 비씨 국내전용 / 비씨 비자카드(신용) / 마스터카드(BNK프렌즈 체크카드와 오늘은e 체크카드를 제외한 나머지는 신용카드로만 발급) / JCB / 은련 / 비씨 글로벌

## 역대 부산은행장
- 심훈 (2000~2006)
- 이장호 (2006~2012)
- 성세환 (2012~2017)
- 빈대인 (2017~2021)
- 안감찬 (2021~2023)
- 방성빈 (2023~ )

## 특징
롯데그룹이 BNK금융그룹의 지분 13.6%를 보유하고 있으며, 이에 따라 롯데피에스넷과 제휴하여 전국 세븐일레븐, 롯데마트, 롯데백화점에 설치되어 있는 롯데ATM에서 부산은행의 수수료만 내고 현금인출 등의 거래에 사용할 수 있다. 따라서 부산은행의 뱅크라인통장이 없어도 롯데ATM을 통해 전국의 세븐일레븐 등지에서 편리하게 이용할 수 있다. 부산광역시 관내에 설치되어 있는 롯데ATM에서는 영업시간 내 부산은행 계좌끼리의 이체만 수수료가 없고, 현금인출을 포함한 나머지 거래는 거액의 수수료가 부과되었으나 2015년 11월 19일부터 타 지역 롯데ATM처럼 부산광역시 관내에 설치된 롯데ATM도 부산은행의 수수료만 내고 이용할 수 있도록 개선하였다.
2014년 10월에 BS금융지주가 경남은행을 인수한 후 2016년 1월 18일부터 경남은행도 롯데ATM에서 이용이 가능하나, 이는 경남은행의 주 영업 구역인 경상남도 및 울산광역시 소재 롯데ATM 한정이다.
2016년 3월 28일에는 롯데그룹과 합작한 핀테크 모바일 비대면식 금융 서비스인 썸뱅크를 런칭하였다. 썸뱅크 모바일 통장은 썸뱅크 앱에서만 가입이 가능하며, 사용자 정보는 부산은행의 원장에 올라가지만 썸뱅크 앱 외에 부산은행 인터넷뱅킹으로는 조회할 수 없었다. 썸뱅크는 제휴 롯데카드만 발급이 가능했으나, 2020년 2월부터 제휴 비씨카드가 추가됐고 기존 썸뱅크 롯데카드는 2020년 3월 1일에 단종됐다. 썸뱅크 제휴 비씨 체크카드는 발급비를 받지 않는다. 하지만 2022년 2월 28일에 썸뱅크 앱이 폐지되고, 썸뱅크 모바일 통장 또한 신규 가입이 중단된다. 썸뱅크 앱의 폐지에 따라 기존 썸뱅크 모바일 통장의 조회는 부산은행 인터넷뱅킹으로 넘어간다. 또한 썸뱅크BC 신용/체크카드는 오늘은e 신용/체크카드로 개칭했다.
2016년에는 스마트 ATM을 선보였다.
부산은행에서 외화 환전이 가능한 점포는 문현2동 본점과 부산항여객터미널, 김해국제공항에 마련된 지점에 한하여 일본 엔으로 환전할 수 있고, 문현2동 본점에 한하여 미국 달러로 환전할 수 있다. 다만 부산에서 미국 달러를 비롯하여 런민비(위안), 스위스 프랑, 유로, 홍콩 달러, 베트남 동 등 기타 통화를 환전할 경우 하나은행 등 타 은행으로 가야 환전 가능하다.
인터넷뱅킹 및 모바일에서는 입출금상품의 전환가입에 제약이 많은 편이다. 게다가 체크카드는 모바일 및 PC 인터넷뱅킹에서 신청할 수 있는 상품이 제한되어 있어서, 대부분은 창구에서 신청해야 한다.
2020년 11월경부터 한도제한계좌제를 시행하고 있다.
부산광역시 외에는 서울특별시, 인천광역시, 대전광역시, 대구광역시, 울산광역시, 경기도 수원시, 평택시, 시흥시, 부천시에서 영업한다. 경상남도에서는 부산과 인접한 김해시, 창원시, 양산시에서만 영업한다.

## 같이 보기
- 경남은행
- iM뱅크
- 전북은행
- 광주은행
- 제주은행